# Лука (евангелист)
Лука́ (греч. Λουκᾶς) — апостол от семидесяти, сподвижник апостола Павла, христианский святой, почитаемый как автор одного из четырёх Евангелий и Деяний святых апостолов. Был врачом (Кол. 4:14), возможно, судовым доктором. «Мураториев канон» сообщает, что Лука также был знатоком права, поэтому сопровождал апостола Павла в качестве юриста.
Евангелист Лука в православной и католической традициях считается первым иконописцем и святым-покровителем врачей и живописцев.

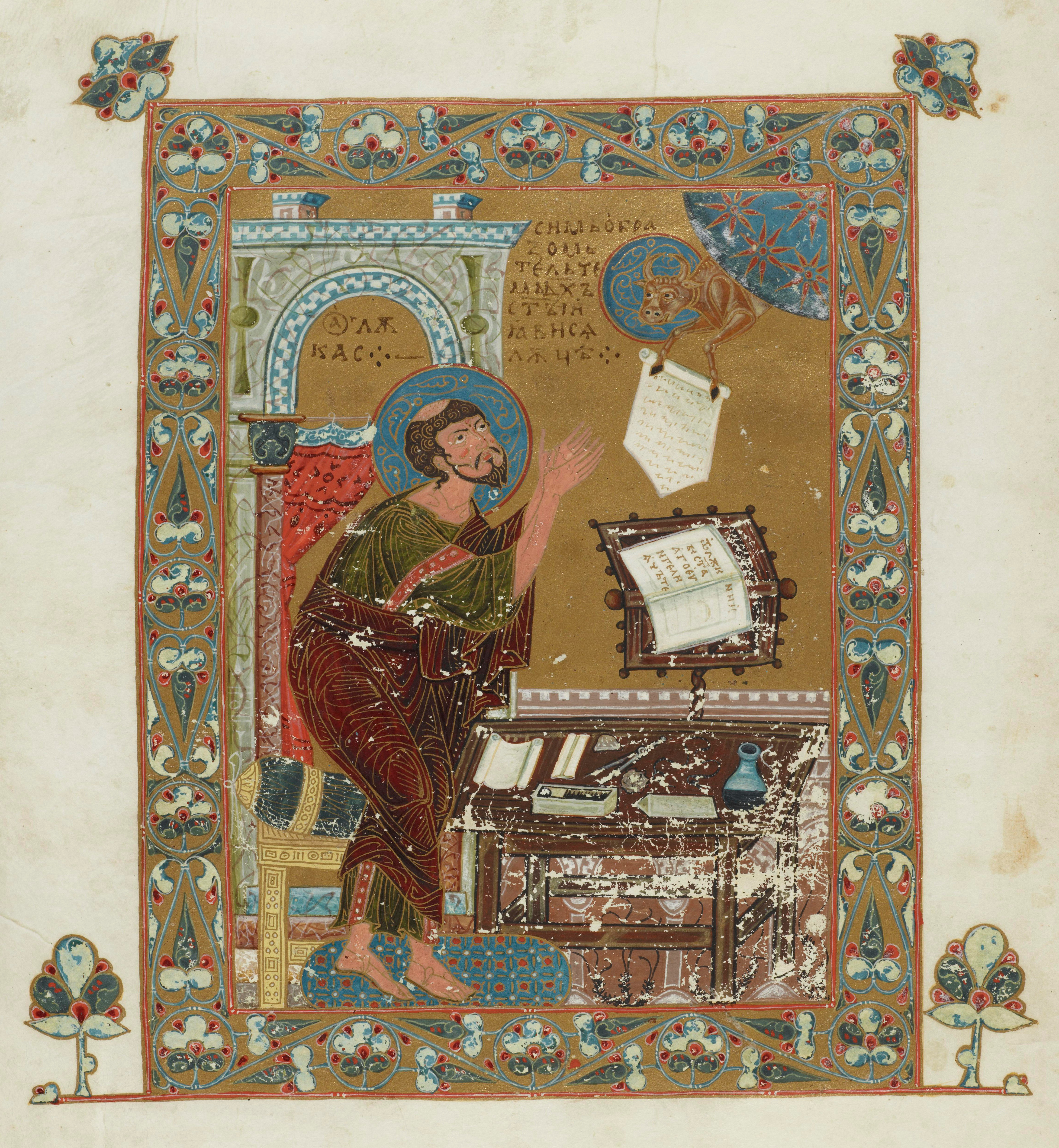
Евангелист Лука и его символ, телец, на странице Остромирова евангелия

## Биография
По преданию, уроженец Антиохии Сирийской. В числе 70 апостолов (учеников) Иисуса Христа был послан на первую проповедь о Царствии Небесном ещё при земной жизни Спасителя. Был сподвижником апостола Павла и принял участие во втором миссионерском путешествии Павла, и с тех пор они были почти неразлучны. После мученической кончины апостола Павла в Риме Лука с проповедью прошёл Ахайю, Ливию, Египет и Фиваиду. В городе Фивы (Греция) принял мученическую смерть, он был повешен на дереве в возрасте 84 лет.
В Библии ничего не сказано о происхождении Луки, предание же говорит, что апостол происходил родом из просвещённой греческой среды и, возможно, был единственным автором Нового Завета нееврейского происхождения.
Лука упоминается в Послании апостола Павла к Филимону (Флм. 1:24), Втором послании к Тимофею (2Тим. 4:10) и в Послании к Колоссянам (Кол. 4:14).
Символом евангелиста Луки, заимствованным из пророчества Иезекииля, является крылатый телец, держащий Евангелие, поскольку апостол особое внимание уделяет крестной смерти Иисуса Христа, а телец часто использовался как жертвенное животное (см. тетраморф).
В XIX веке французские археолог М. Л. Лаланн и писатель Ж. О. С. Коллен де Планси насчитывали 8 тел и 9 голов, находящихся в разных местах, которые выдавались за мощи апостола Луки.
В 1998 году саркофаг с предполагаемыми мощами апостола Луки, находящийся в базилике Святой Иустины в Падуе (Италия), был вскрыт и была образована научная комиссия, которая в течение двух лет занимались вопросом подлинности мощей святого. Результаты исследований были оглашены на Международной конференции, проходившей в Падуе в 2000 году. Согласно заключению научной комиссии, нет никаких доводов против того, что это мощи апостола Луки.

## Приписываемые иконы

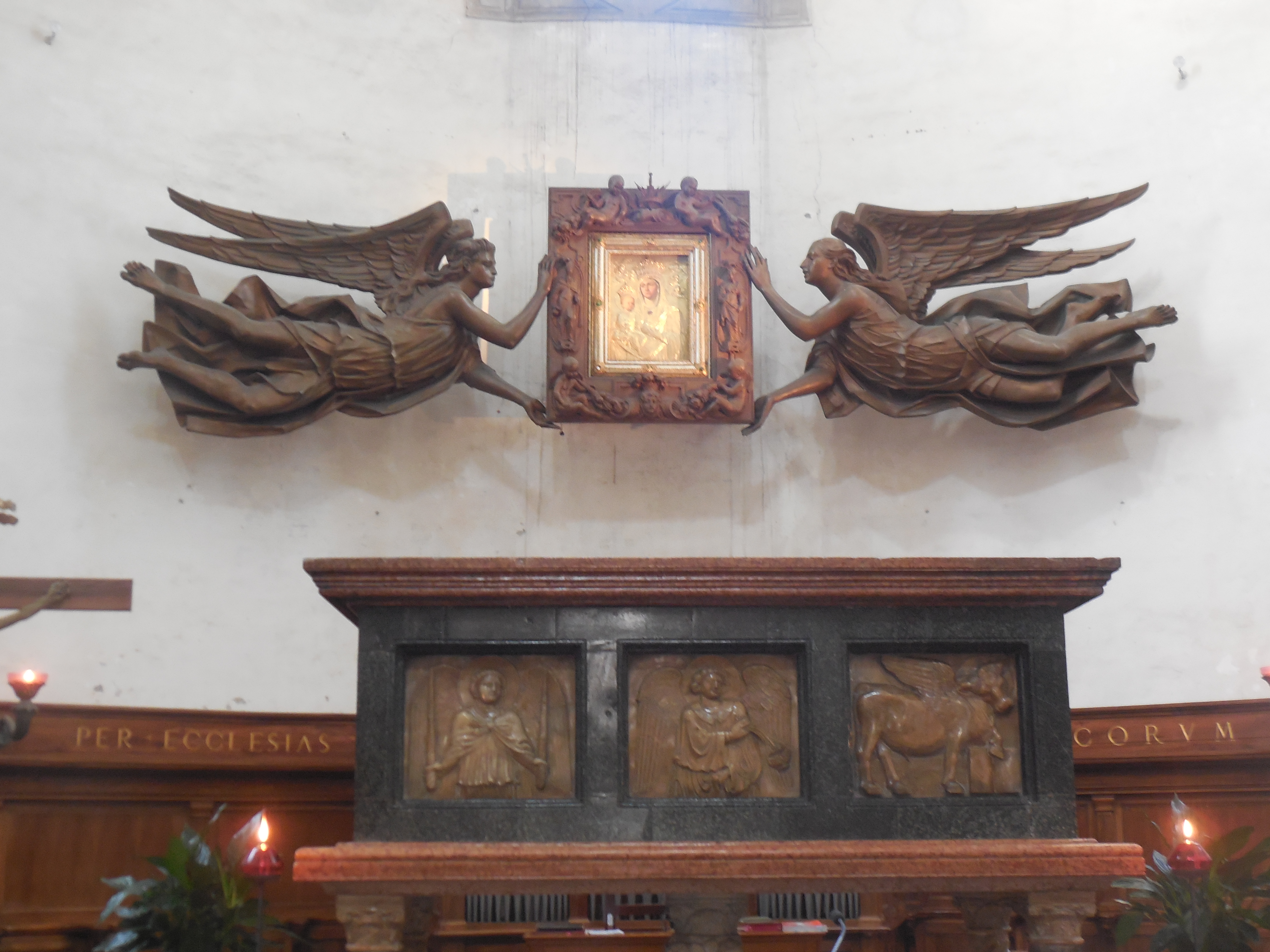
Предполагаемые мощи апостола Луки. Базилика Святой Иустины. Падуя, Италия

Христианская традиция, начиная с VIII века, утверждает, что Лука был первым иконописцем. Лука, как утверждается, написал первую икону Пресвятой Богородицы, а также икону апостолов Петра и Павла. Однако самое раннее письменное изложения о том, что Лука написал икону Богородицы — в сочинении Феодора Анагноста «Церковная история» (начало VI века), сохранившееся в пересказе Никифора Каллиста Ксанфопула в книге «Церковная история»: 
Евдоксия прислала из Иерусалима Пульхерии икону Богородицы, которую написал апостол Лука.
Говорили также, что он написал святых Петра и Павла и проиллюстрировал Евангелие полным циклом миниатюр.
Искусствовед А. И. Успенский писал о том, что иконы, приписываемые кисти евангелиста Луки, имеют совершенно византийский характер, вполне установившийся лишь в V—VI веках.
В Русской церкви насчитывается около десяти икон, приписываемых евангелисту Луке; кроме того, на Афоне и на Западе их существует 21, из них 8 — в Риме (см. Приписываемые апостолу Луке иконы).
Среди икон, приписываемых евангелисту Луке:
- Айясская (находится в храме Успения Пресвятой Богородицы в Айясосе),
- Владимирская (находится в храме святителя Николая в Толмачах при Третьяковской галерее),
- Иверская (находится в Иверском монастыре на Афоне),
- Киккская (находится в монастыре Киккос, о. Кипр),
- Мега-Спилеотисская (находится в монастыре Мега Спилео, Греция),
- Никопея (находится в соборе Святого Марка, Венеция),
- Спасение народа римского (находится в базилике Санта-Мария-Маджоре, Рим),
- Сумельская (находится в храме в деревне Кастанья, Греция),
- Тихвинская (находится в Тихвинском монастыре, Россия),
- Филермская (находится в Национальном музее в Цетине),
- Ченстоховская (находится в Ясногорском монастыре, Польша),
- Эдесская (находится в храме святых Вонифатия и Алексия в Риме) и ряд других[11].

## Галерея

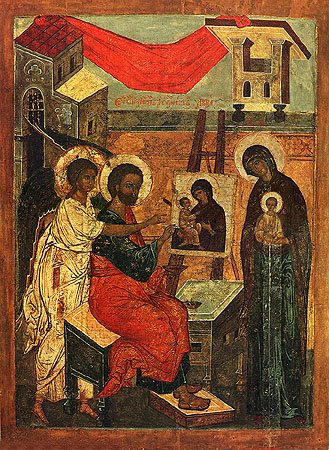
Икона Евангелист Лука, пишущий икону Богородицы
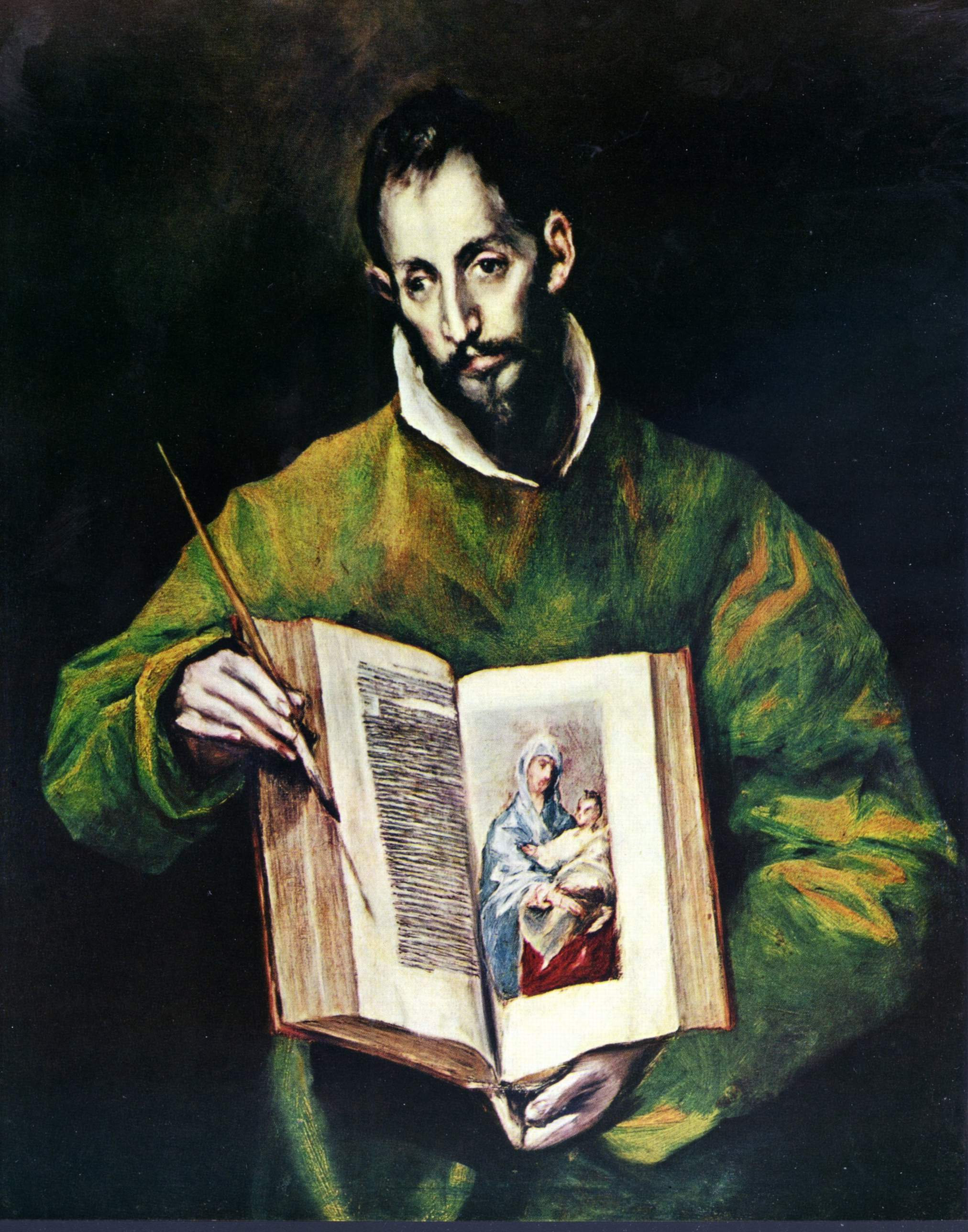
Эль Греко. Евангелист Лука
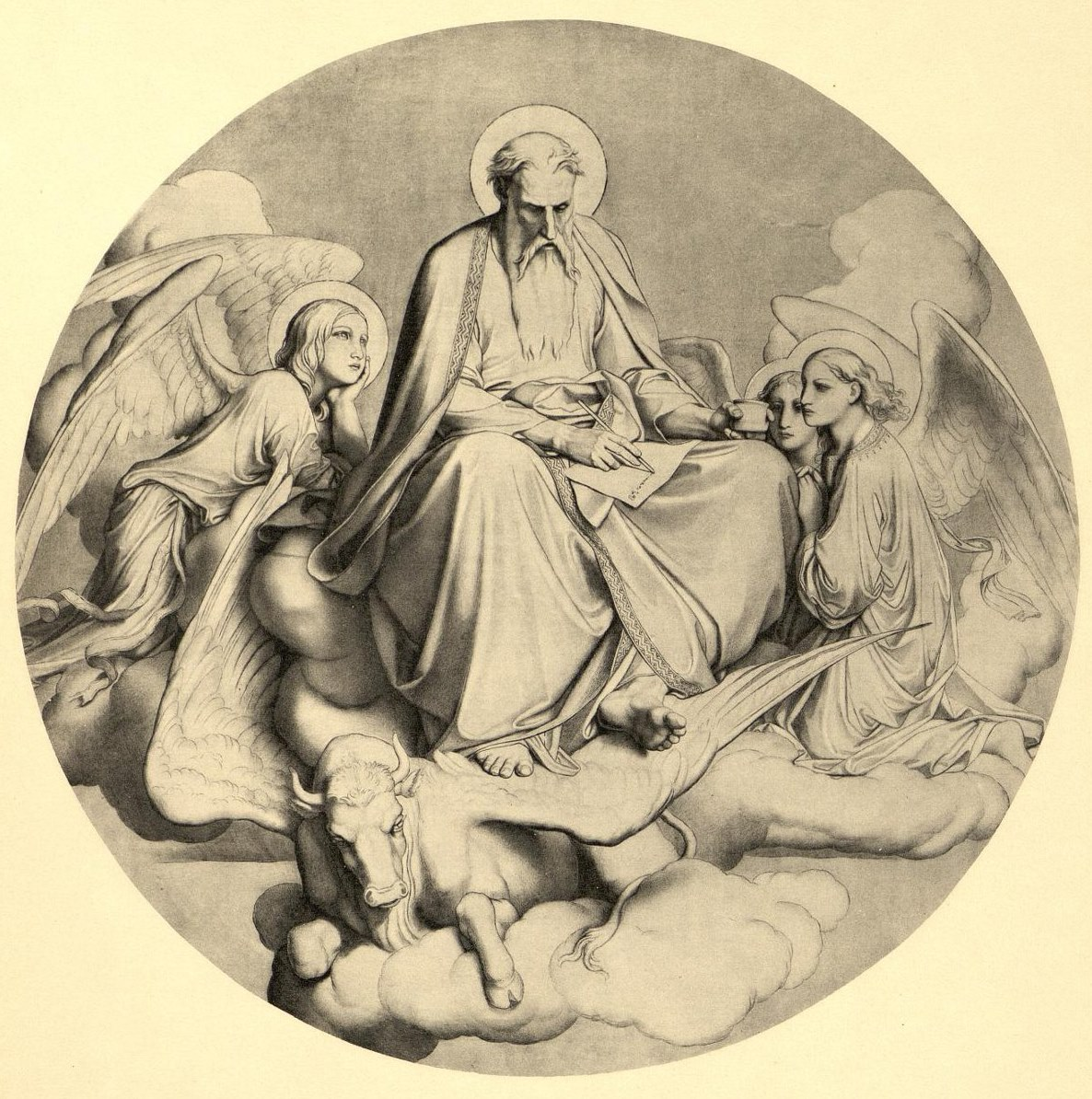
Ф.А. Бруни. Евангелист Лука (эскиз для Исаакиевского собора), 1840-е гг.
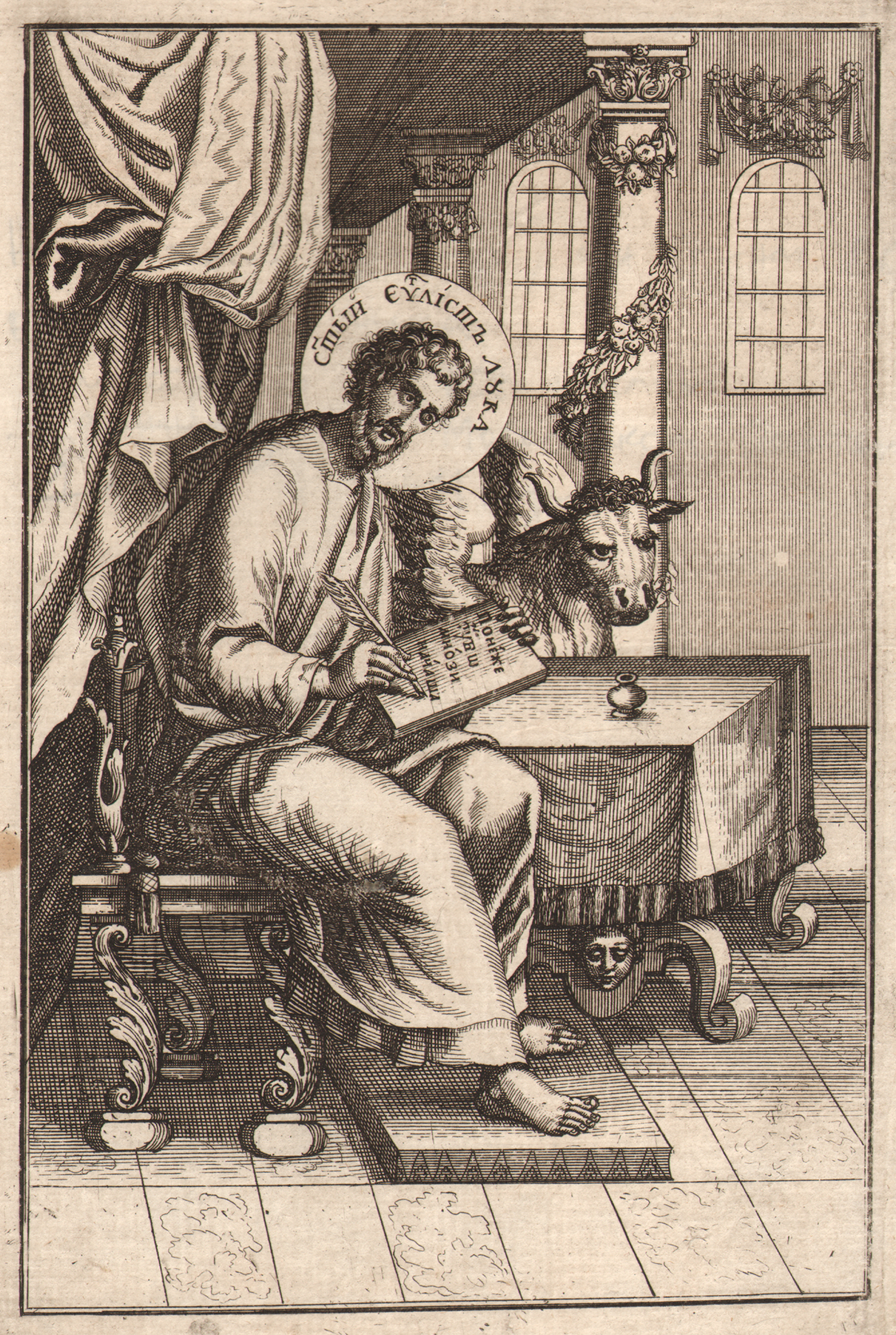
Неустановленный гравер (Москва). Евангелист Лука, 1711, бумага, офорт